# Zwingenberg
Pour les articles homonymes, voir Zwingenberg (homonymie).
Zwingenberg est une ville de Hesse (Allemagne), située dans l'arrondissement de la Bergstraße, dans le district de Darmstadt.

## Politique
Le 23 février 2025, Sebastian Clever (CDU) a remporté l'élection du maire avec 54,9 % et un taux de participation de 83,4 %, face au candidat indépendant Stefan Juchems, membre des Verts. Le mandat du nouveau maire débutera le 1er mai 2025,.